# Національний заповідник Шаба
Національний заповідник Шаба — охоронна територія в окрузі Ісіоло на півночі Кенії на схід від національних заповідників Самбуру та Баффало-Спрінгс. Разом три заповідники утворюють велику заповідну територію. 
Заповідник Шаба має вражаючі краєвиди, включає прирічкові ліси, савани, сухі луки та вулканічні пагорби Шаба. Велика кількість тварин в заповіднику залежать від місцевих водойм та боліт, які розкидані по всьому заповіднику. Шаба є домом для зникаючих зебри Греві та рідкісного жайворонка Вільямса. Шаба був місцем дії для книги та фільму «Народжений вільним», та місцем зйомок фільму «З Африки» та реаліті-шоу «Вижив: Африка».
Заповідник є популярним місцем для туристів, що створює ризик надмірної кількості відвідувачів. У поєднанні із зростанням місцевого населення навколо заповідника, це створює надмірне навантаження на навколишнє середовище.
Національний заповідник Шаба був заснований у 1974 році. Ним керує рада округу Ісіоло. Він розташований на схід від заповідника Самбуру та за 70 км на північ від гори Кенія. Річка Евасо Нгіро протікає на відрізку 34 км вздовж північної межі заповідника. Ґрунти піщані, вулканічного походження. Заповідник являє собою напівпустелю, усіяну окремими пагорбами та водними джерелами. Пагорб Шаба на півдні з його вулканічними утвореннями піднімається на висоту 2,145 м над рівнем моря. Земля біля підніжжя цього пагорба нерівна, містить круті яри. Подалі від річки середовища існування включають ліси з зонтичними колючими акаціями, чагарники, де переважає коміфора, лужні луки та відкриті ділянки лавових порід з розкиданими ділянками трави та кущів. 

## Тваринний світ
В Національному заповіднику Шаба проживає приблизно 75 видів ссавців. Хоча Шаба зеленіший за Самбуру, види тварин, такі як масайські жирафи та зебри Гранта, менш поширені. На пагорбах багато кліпспрінгерів та даманів. Трубкозуби, бородавочники та вухаті лисиці живуть у куполоподібних термітниках серед чагарників. Звичайна канна, імпала, газель Гранта (підвид Брайта) і геренук пасуться чагарниками, а зебри, орікси, великі куду та малі куду пасуться на луках. Шаба добре відомий великими прайдами левів, які вдень відпочивають у тіні чагарників. Місцеві хижаки включають чорноспинного шакала, смугасту гієну та плямисту гієну. Заповідник є домом для рідкісних видів, включаючи сітчастого жирафа, сомалійського страуса та зебру Греві. Також тут поширені леопарди і слони.
У заповіднику Шаба багато птахів. Їх різноманіття оцінюється більше ніж у 200 видів. Маловідомий жайворонок Вільямса, який перебуває під загрозою зникнення, зустрічається в заповіднику в регіонах кам’янистої лавової напівпустелі з низькими чагарниками Barleria. На жодній іншій природоохоронній території його не спостерігали.   

## Загрози
Шаба цінний своєю різноманітною фауною біому Сомалі-Масаї, а також є домівкою для маловідомого жайворонка Вільямса. Ні заповіднику, ні місцям проживання жайворонка зараз нічого не загрожує. Проте військові навчання в регіоні на північ від заповідника завдають значної шкоди навколишньому середовищу. Рівень випасу худоби, полювання та збирання дров зростає в районах навколо заповідника, а іноді ця діяльність відбувається і в самому заповіднику. Заповідник не має плану управління туризмом, і існує ризик того, що кількість відвідувачів може зрости до неприйнятного рівня.